# Ieva Zasimauskaitė
Ieva Zasimauskaitė (Kaunas, 2 luglio 1993) è una cantante lituana.
Ha rappresentato la Lituania all'Eurovision Song Contest 2018 con il brano When We're Old, classificandosi dodicesima con 181 punti.

## Biografia
Nel 2007 fu una delle coriste e ballerine per Lina Joy, la rappresentante della Lituania al Junior Eurovision Song Contest.
Nel 2012, ha partecipato alla prima edizione della versione lituana del programma The Voice, arrivando alla finalissima facendo parte del team di Egidijus Sipavičius.
Nel 2013 ha partecipato all'Eurovizijos atranka, processo di selezione nazionale per l'Eurovision Song Contest con il brano I Fall in Love, in collaborazione con Gabrielius Vagelis, classificandosi quinta. Successivamente ha riprovato a rappresentare il suo Paese in molte altre occasioni come solista dal 2014 al 2017.
Nel 2018, prende parte ancora una volta all'Eurovizijos atranka con il brano When We're Old. Dopo aver superato le semifinali ha avuto accesso alla serata finale, nella quale è stata proclamata vincitrice del programma arrivando seconda nel voto delle giurie ma vincendo il televoto. Questo gli concede il diritto di rappresentare la Lituania all'Eurovision Song Contest 2018, a Lisbona.
L'artista si è esibita nella prima semifinale della manifestazione, ottenendo la qualificazione alla finale, classificandosi nona con 119 punti. Durante la serata finale, tenutasi il 12 maggio 2018, Ieva si è classificata al dodicesimo posto con 181 punti.

## Vita privata
Nel giugno del 2015, dopo cinque anni di relazione, Ieva si è sposata con l'allenatore della Nazionale di pallacanestro della Lituania (U 20) Marius Kiltinavičius. Entrambi sono vegetariani e praticano la meditazione Ayurveda. Nel luglio del 2020 la coppia si separa ufficialmente.
Il 21 giugno 2021 si è risposata con Simas Grabauskas, monaco Vaishnava.
Il 14 giugno 2023 nasce la loro prima figlia.

## Discografia

### Singoli
- 2013 – I Fall in Love (feat. Gabrielius Vagelis)
- 2016 – Life (Not That Beautiful)
- 2017 – You Saved Me
- 2018 – When We're Old
- 2018 – Paslėpk mane
- 2018 – Apkabink
- 2019 – Aš galiu skrist
- 2019 – What Do You Want from Me
- 2019 – Visą save
- 2020 – Praėjo
- 2020 – Labas tau tariu
- 2020 – Mano Lieutuva (con Džimba)
- 2020 – Jau nieko neliko
- 2022 – I'll Be There
- 2023 – Apie mus
- 2023 – Laišką tau rašau